# Escacs gòtics
|   | a             | b               | c               | d              | e                | f             | g                 | h               | i               | j             |   |  |
| 8 | a8 black rook | b8 black knight | c8 black bishop | d8 black queen | e8 black empress | f8 black king | g8 black princess | h8 black bishop | i8 black knight | j8 black rook | 8 |  |
| 7 | a7 black pawn | b7 black pawn   | c7 black pawn   | d7 black pawn  | e7 black pawn    | f7 black pawn | g7 black pawn     | h7 black pawn   | i7 black pawn   | j7 black pawn | 7 |  |
| 6 | a6            | b6              | c6              | d6             | e6               | f6            | g6                | h6              | i6              | j6            | 6 |  |
| 5 | a5            | b5              | c5              | d5             | e5               | f5            | g5                | h5              | i5              | j5            | 5 |  |
| 4 | a4            | b4              | c4              | d4             | e4               | f4            | g4                | h4              | i4              | j4            | 4 |  |
| 3 | a3            | b3              | c3              | d3             | e3               | f3            | g3                | h3              | i3              | j3            | 3 |  |
| 2 | a2 white pawn | b2 white pawn   | c2 white pawn   | d2 white pawn  | e2 white pawn    | f2 white pawn | g2 white pawn     | h2 white pawn   | i2 white pawn   | j2 white pawn | 2 |  |
| 1 | a1 white rook | b1 white knight | c1 white bishop | d1 white queen | e1 white empress | f1 white king | g1 white princess | h1 white bishop | i1 white knight | j1 white rook | 1 |  |
|   | a             | b               | c               | d              | e                | f             | g                 | h               | i               | j             |   |  |

Els escacs gòtics són una variació dels escacs derivada dels escacs de Capablanca, i inventats per Ed Trice. La variació fou patentada el 2002, però la patent va expirar el 2006.

## Escaquer i peces
Es juga sobre el mateix escaquer de 10×8 i les mateixes peces addicionals que els escacs de Capablanca. L'única diferència és la posició inicial, que és la mostrada al diagrama de la dreta.
Les dues peces addicionals respecte dels escacs estàndard són:
- Un canceller que es mou indistintament com a torre i com a cavall;
- Un arquebisbe que es mou indistintament com a alfil i com a cavall;

## Torneigs
El 2004, Trice va organitzar el Campionat del món d'escacs gòtics per ordinador, que fou guanyat pel seu propi programa Gothic Vortex.